# Goran Čaušić
Goran Čaušić (en serbi ciríl·lic: Горан Чаушић ; nascut el 5 de maig de 1992 a Belgrad) és un futbolista professional serbi que juga com a migcampista al FC Arsenal Tula.

## Carrera de club

### Primers anys
Producte del planter de l'Estrella Roja, va passar les dues primeres temporades de la seva carrera jugant amb el filial, l'FK Sopot, en categories inferiors. El gener de 2012 fou traspassat a l'FK Rad, sense haver debutat professionalment a l'Estrella Roja. Va debutar com a professional amb el Rad el 31 de març de 2012, a la SuperLliga sèrbia en un partit contra el Partizan.

### Eskişehirspor
Čaušić va signar contracte amb l'Eskişehirspor per 4.5 anys el 26 de desembre de 2012. Va marcar el seu primer gol amb el club l'11 de gener de 2013, a la Copa de Turquia en un partit contra el Mersin Idmanyurdu.

### Osasuna
El 13 de juliol de 2016, Čaušić va signar un contracte per dos anys amb l'CA Osasuna de La Liga.